# ベースボール・ユナイテッド
ベースボール・ユナイテッド（英語: Baseball United）は、中東と南アジアを拠点とするプロ野球リーグ、またはそれを運営する団体名である。
2023年の11月24日、25日にドバイにて「ショーケース」と呼ばれるお披露目エキシビションのオールスター戦が実施され、その後数度のトーナメントや単発イベントを経て、2025年11月に1stシーズンが開幕する予定である。

## 概要
もとよりメジャーリーグベースボール(MLB)の人気が高いとされるインドやパキスタンの野球ファンを巻き込んで南アジアと中東に野球を広めるべく、カッシュ・シャイフによって運営が進められている。
多数のMLBの大物OBや現役選手などを後援やアンバサダーにおき、2023年11月に後述の4チームによってショーケース（リハーサル）が実施予定となっており、それを経たのち、2024年秋には参入国やチームを増やして本シーズンを開幕させる予定。
サウジアラビア野球連盟とも関係が深く、同国の野球場建設にも携わっており、本シーズン参入の有力候補である。
選手は後述のドラフト形式で分配を行う予定。世界中の野球選手にオファーを提示し、各チームが獲得していく。東アジアやアメリカ大陸の選手が中心になるのを避けるため、スーパー16（後述）を含めた現地国枠などが設けられ、中東や南アジアの選手の育成を目指す方針。
ルールは基本的に通常の野球と同様だが、いくつか独自ルールがある。
マネーボール打席（Moneyball At-Bat）
エンタテインメント性を高める施策として導入された。攻撃側の監督が「マネーボール打席」を宣言した場合、当該打席で得られる得点が通常の2倍となる（従って1打席で最大8得点を得られる可能性がある）もの。宣言時は通常の球に代えて黄金色の球が使用される。1試合につき各チーム最大3回まで宣言が可能で、当該打席が四死球で終わった場合は次の打席に権利が持ち越される。
Dランナー（designated runner）
いわゆる代走だが、通常の選手交代とは異なり、代走専門の選手が登録され、当該選手に限っては1試合で何度でも代走に出ることが可能（ただし本リーグの場合は、1イニングに1回のみの制限がある）。また代走を出された側の選手は、次の打席もしくはイニングから再度試合に出場できる。

## 歴史
2022年
- 7月26日にマリアノ・リベラとバリー・ラーキンがステークホルダーとしてインド、パキスタン、中東にて「ユナイテッド・インターナショナル・ベースボール・リーグ（英語: United International Baseball League）」として開始することが発表された[3]。野球場を新設するのではなく、クリケット場を改良して野球をプレーする予定となった[4]。
- 8月18日に9試合をドバイ国際クリケット場（英語版）で開催すること、ベースボール・ユナイテッド（英語: Baseball United）に改名することが発表された[5]

2023年
- 1月27日にアジアカップに出場するパキスタン代表のスポンサーとなった[6]。
- 1月31日にベースボールユナイテッドが主催する西アジアカップが開幕。
- 2月13日にエイドリアン・ベルトレが共同オーナーとして参入した[7]。
- 4月13日にエルビス・アンドラスが共同オーナーとして参入した[8]。
- 4月23日にフェリックス・ヘルナンデスが共同オーナーとして参入した[9]。
- 5月1日に当リーグでプレーすることになる選手への通知が行われた。
- 5月15日に初の球団としてインドのムンバイを本拠地とするムンバイ・コブラスを発表した[10]。
- 5月30日に2番目の球団としてパキスタンのカラチを本拠地とするカラチ・モナークスが発表された[11]。
- 6月13日にアルバート・プホルスがグローバル・アンバサダーに就任した[12]。
- 6月23日にエミレーツクリケット協会とパートナーシップを締結。この契約によりベースボール・ユナイテッドは、ドバイとアブダビでの試合実施や、UAEでのリーグを主催する権利が与えられた。契約の有効期限は延長可能な15年であると発表されている。また同時に、参入予定の残りの二つの球団はUAE国内（ドバイ、アブダビの両市）に置かれることも明らかになった。
- 7月26日に、ドラフト会議が9月19日にシンシナティにて行われることが明らかになった。模様は公式サイトにてライブ配信される。
- 8月3日にドバイで会見が行われ、ドバイ・ウルブズとアブダビ・ファルコンズのチーム名およびユニフォームが発表された[13]。また同会見で公式のファンクラブが設立されることも合わせて発表された。
- 8月18日、BaseballUnited公式SNSにて、ショーケースの日程が発表された。試合は11月10日より行われることがわかり、以前より日程に含まれていた9日には試合が行われないことも併せて発表された。セレモニーなどを行う予定である。

2024年
- 3月27日、ドバイ・ウルブズはアラビア・ウルブズに、アブダビ・ファルコンズはミッドイースト・ファルコンズに改名された。[14]
- 11月7 - 10日、ドバイのザ・セブンズで、アラブ諸国の代表チームを集めた「アラブクラシック」を開催[15]。決勝はパキスタン代表がアラブ首長国連邦（UAE）代表を12-1で降し優勝した[16]。

2025年
- 2月14 - 16日、2025シーズンの開幕戦として、ウルブス vs ファルコンズの3連戦をザ・セブンズで開催[17]。なお、TBSが放映権を獲得し、同局の公式YouTubeチャンネルで日本向けに配信した[18][19]。
- 6月、TBSテレビで放送中の「バース・デイ」が日本向けにトライアウトを実施すると発表した[20][21]。
- 11月14日 - 12月14日にかけて1stシーズンが開催される予定。レギュラーシーズンとして4チームがそれぞれ9試合（3チーム相手に各3試合）を行い、その上位3チームが「United Series」に進出し優勝を競う[22]。

## ベースボールユナイテッド・プレーヤープール
ベースボールユナイテッド・プレーヤープールとは、エグゼクティブチームにより選抜された30ヶ国・約200名のプロ野球選手によって構成されている選手リストである。
対象となる選手は、メジャーリーグベースボール（MLB）、マイナーリーグベースボール（MiLB）、日本プロ野球（NPB）、KBOリーグ（KBO）、リーガ・デ・ベイスボル・プロフェシオナル・デ・ラ・レプブリカ・ドミニカーナ（LIDOM）、リーガ・メヒカーナ・デ・ベイスボル（LMB）、および世界中の独立リーグや上記に相当する各国のトップレベルリーグ等のいずれか最低一つのプレー経験がある選手である。
リストに含まれた選手には世界野球ソフトボール連盟（WBSC）が主催した国際大会におけるプレー経験がある選手が何人か含まれている。

## ドラフト
2023年5月初旬にベースボールユナイテッドプレーヤープールが編成され、そこに追加された世界中の選手に通知された。各球団はこのリストから各チーム16人の選手をドラフト会議で指名する予定。投手指名を8名、野手指名を13人指名することが可能となっており、つまり2023年のドラフトで指名される選手は84名になる。
会議は8巡まで行われ、球団はそれぞれ2人ずつ指名が可能だが、会議終了後に各球団が4人の選手を追加で入団させることができる。よって各チームのロースターは20名となる予定。

### 2023年のドラフト
2023年10月23日午前9時(東部標準時)からYouTubeでライブ配信された。各巡では各チームがウェーバー順で一人、折り返して逆ウェーバー順で一人を指名、巡が変わるごとに最初に指名するチームがコブラズ→モナークス→ウルブズ→ファルコンズの順でローテーションする方式を採用した。最終的には10巡で合計80人が指名された。
ただし、指名された選手の一部は怪我やコーチ業の優先のために入団を拒否している。

#### 指名選手一覧
| チーム  | ムンバイ・コブラス         | カラチ・モナークス       | ドバイ・ウルブズ               | アブダビ・ファルコンズ |
| ------- | -------------------------- | ------------------------ | ------------------------------ | ---------------------- |
| 1巡目→  | カラン・パテル             | スティーブン・モヤ       | ディディ・グレゴリウス         | パブロ・サンドバル     |
| 1巡目←  | アンドレルトン・シモンズ   | フィル・アービン         | ロビンソン・カノ               | アレックス・リッディ   |
| 2巡目→  | ロビー・ロス               | デビッド・ハフ           | ジェイアー・ジャージェンス     | ディロン・トーマス     |
| 2巡目←  | ジャスティン・ウィリアムズ | バートロ・コローン       | コートニー・ホーキンス         | アンドレ・リエンゾ     |
| 3巡目→  | シェド・ロング             | ジェフリー・マルテ       | ドワイト・スミス・ジュニア     | ガブリエル・ゲレーロ   |
| 3巡目←  | ジェイコブ・ロブソン       | デニス・フィップス       | ウィリン・ロサリオ             | アレハンドロ・デアザ   |
| 4巡目→  | アキーム・ボスティック     | A・J・シューゲル         | ドヴィダス・ネヴェラウスカス   | コンスタ・クリッカ     |
| 4巡目←  | アキール・モリス           | ヘクター・サンチェス     | レジー・マクレーン             | JD・ハマー             |
| 5巡目→  | チアゴ・ダ・シルバ         | 平田真吾                 | コナー・パナス                 | セベリーノ・ゴンザレス |
| 5巡目←  | ブランドン・レアード       | ドリュー・ウォード       | ブライアン・シュリッター       | ルスネイ・カスティーヨ |
| 6巡目→  | ブラントリー・ベル         | ディラン・アンスワース   | エルナン・ペレス               | ミッチ・ライブリー     |
| 6巡目←  | シト・カルバー             | ジェレミ・プロファー     | アレックス・カッツ             | ヨアン・ウレーニャ     |
| 7巡目→  | ザック・ロスカップ         | カルロス・マルティネス   | ルディ・マーティン             | サム・アボット         |
| 7巡目←  | エンリケ・ブルゴス         | クインシー・ラティモア   | L・P・ペルティエ               | アルベルト・ミネオ     |
| 8巡目→  | ダルトン・コームズ         | ジェイソン・ディコチア   | クリスティアン・ベイヤーズ     | ミッチ・ピアトニック   |
| 8巡目←  | カルロス・ガーゾン         | ペイビン・パークス       | トッド・ヴァン・スティーンゼル | レオ・バックストローム |
| 9巡目→  | ラウル・シャー             | フランクリン・バングルプ | キャメロン・ガン               | 福永春吾               |
| 9巡目←  | ジャスティン・ワイリー     | ジェイレン・ガルシア     | アルドリッチ・デヨング         | ルーク・ウェストファル |
| 10巡目→ | オースティン・バーナード   | アレックス・デュボード   | ヴィンツェント・アーレンス     | マット・ソーレン       |
| 10巡目← | ニコ・テラシュ             | タッカー・スミス         | エルネスト・オハンザ           | フェデリコ・チェリ     |

## スーパーシックスティーン
スーパーシックスティーン（英名：Super 16）は選手枠の名称である。野球が定着していない国のプロスペクトを育成するために設けられる枠であり、構成球団が抱える見込み。例としてインドの投手育成がカッシュCEOによって提案されている。
会議終了後に各球団が4人の選手を追加で入団させることが可能である。

## トライアウト
前述のドラフトやSuper 16以外に、新たな選手発掘のためのトライアウトも行われている。
日本ではTBSテレビが協力する形で、2025年7月より「ドバイプロ野球トライアウト『PLAN D』」が開催される予定で、リーグ側では「最低でも投手1名、その他1名」の合格者を予定するとしている。

## リーグ構成球団
| チーム                       | 英名             | 設立年 | 本拠地   |
| ---------------------------- | ---------------- | ------ | -------- |
| ムンバイ・コブラス           | Mumbai Cobras    | 2023   | ムンバイ |
| カラチ・モナークス           | Karachi Monarchs | 2023   | カラチ   |
| アラビア・ウルブズ           | Arabia Wolves    | 2023   | ドバイ   |
| ミッドイースト・ファルコンズ | Mid East Falcons | 2023   | アブダビ |
| リヤド                       | Riyadh           | 2024   | リヤド   |

## 2023年の日程
11月24日、25日にショーケースとして、イーストとウエストの2チームに分かれ試合を行う。試合は全てドバイ国際クリケット場で行われ、座席の一般販売もされた。
| 日程  | 試合開始 | 先攻                   | スコア | 後攻                   | 試合時間 | 観客動員 |
| ----- | -------- | ---------------------- | ------ | ---------------------- | -------- | -------- |
| 11/24 | 19:00    | ユナイテッド・ウエスト | 2-3    | ユナイテッド・イースト | 不明     | 不明     |
| 11/25 | 19:00    | ユナイテッド・イースト | 9-5    | ユナイテッド・ウエスト | 不明     | 不明     |

## ベースボールユナイテッド・チャンピオンシップシリーズ
2024年より公式戦であるチャンピオンシップシリーズが行われる。ショーケースより選手や球団も増やして行われる予定。開催地は以下の通り。UAEに加えてカタールのドーハとサウジアラビアのリヤドの参加も発表されている。
試合数はレギュラーシーズンの56試合とプレーオフの9試合、合計65試合の中長期的なシーズンとなる。
| シーズン             | 開催地 | 開催地   | 開催地 | 開催地 |
| -------------------- | ------ | -------- | ------ | ------ |
| 2023（ショーケース） | ドバイ | ドバイ   | ドバイ | ドバイ |
| 2024                 | ドバイ | アブダビ | ドーハ |        |
| 2025                 | ドバイ | アブダビ | ドーハ | リヤド |